# Фелікс Погорецький (історик)
Фелікс Губерт Погорецький (пол. Feliks Hubert Pohorecki; 3 листопада 1890, Тернопіль — 27 липня 1945, Краків) — польський історик-медієвіст, архіваріус.

## Життєпис
Навчався у Львівському і Віденському університетах. Навчав у гімназії в Кротошині. Працював у Державних архівах у Познані (1923—1934) і Львові (1918—1921, 1934—1939, 1941—1944). Уклав картотеку пергаментних документів за 1359—1509 років з Архіву давніх актів міста Львова та каталог цих документів та картотеку пергаментних документів XV—XIX ст. з Державного архіву.

## Вибрані публікації
- «Bibljoteka Archiwum Państwowego w Poznaniu 1869—1929» (Познань 1929),
- «Rytmika kroniki Galla-Anonima» (Познань 1930),
- «Targi i jarmarki» (Львів 1933),
- «Catalogus diplomatum Bibliothecae Instituti Ossoliniani nec non Bibliothecae Pavlikovianae inde ab anno 1227 usque ad annum 1506» (Львів 1937),
- «Kilka uwag o dyplomach i aktach wołyńskich» (Рівне 1938).